# Rim Banna
Rim Banna (en hebreo: רים בנה‎, en árabe: ريم بنا), (Nazaret, Israel, 8 de diciembre de 1966- Nazaret, 24 de marzo de 2018) fue una cantante, compositora y arreglista árabe-israelí de origen palestino,famosa por sus interpretaciones modernas de las tradicionales canciones folclóricas palestinas.

## Biografía
Rim nació en el seno de una familia palestina cristiana en Nazaret, Galilea, en el Distrito Norte de Israel, hija de la poetisa palestina Zouhaira Sabbagh. Allí se graduó en la Escuela Bautista de Nazaret en 1984. Vivía en Nazaret junto a su marido, el artista ucraniano Leonid Alexeienko, y sus tres hijos.
Rim Banna estudió música y canto en el Instituto Superior de Música Gnesin en Moscú, y se especializó en canto moderno bajo la tutela del famoso artista y compositor Vladimer Karobka, donde se graduó en 1991 con promedio excelente, después de seis años de estudios académicos. 
Alcanzó la popularidad en la década de 1990, después de grabar una serie de canciones a los niños palestinos, luego estuvo un periodo ausente. Muchas canciones de ella son cantadas por las familias palestinas nuevamente, ya que gracias a Rim y a su trabajo se han conservado y han vuelto a tomar vida.
Ella y su marido participan en numerosos conciertos palestinos, árabes e internacionales, donde ha sido recibida por el público con admiración y elogios de su voz. Su música es compuesta y arreglada en colaboración con su marido, y ella ha dejado claro que la música es una herramienta importante para la autoafirmación cultural, además ha dicho tener una voz de dos dimensiones, para el canto árabe ornamental y también para nuevos estilos y gente de otros lugares. 
En sus últimos conciertos solía vestirse con un estilo de túnica negra y roja que le caracterizaban.
Murió el 24 de marzo de 2018 en su hogar, de cáncer de mama.

## Discografía
- 1985 - Yafra —nombre de una muchacha famosa en la historia popular palestina—
- 1986 - Dumuaki ya ummi [Tus lágrimas, Madre]
- 1993 - Al-Hulm [El sueño]
- 1995 - Amar abu laila [Luna nueva]
- 1996 - Mukaghat lil-Atfal [Cantos para niños]
- 2002 - Wahdaha btiba'a al-quds [Solo Jerusalén permanecerá]
- 2005 - Mraia ar-ruh [Espejos del alma]
- 2006 - Lam takun tilka hikaiati [Esta no ha sido mi historia]
- 2007 - Sinfonía de Mujeres: De norte a sur —junto con Cristina del Valle y Marina Rossell—
- 2008 - Mawasim el-banafsaj [Temporadas de violetas]
- 2011 - The absent one [El ausente]